# Yu Yan (médico)
Yu Yan (en chino tradicional, 余巖; pinyin, Yú Yán; 14 de septiembre de 1879-3 de enero de 1954), nombre de cortesía Yu Yunxiu (en chino tradicional, 余雲岫; pinyin, Yú Yúnxiù), fue un médico y escritor chino. Yu, un crítico estridente de la medicina china tradicional, propuso por primera vez abolir su práctica en 1929, aunque sostuvo que las drogas chinas eran efectivas y podían estudiarse por sí solas, sin invocar teorías como el yinyang o el qì.

## Primeros años de vida
Yu nació el 14 de septiembre de 1879 en Zhenhai, Zhejiang. De 1908 a 1911 y de 1913 a 1916 estudió medicina occidental en la Universidad Médica de Osaka. Durante su estancia en Japón, Yu comenzó a adoptar una postura escéptica con respecto a la medicina tradicional china. Ya en 1914 pedía que la práctica existente de la medicina china fuera «completamente eliminada». En un folleto de 1916, opinó que las teorías médicas chinas eran «científicamente infundadas».

## Carrera
Como líder del capítulo de Shanghái de la Asociación Farmacéutica de China, Yu asistió a la Conferencia Nacional de Salud Pública inaugural en 1929, que fue organizada por el gobierno nacionalista. En la conferencia, Yu presentó una «Propuesta para abolir la medicina antigua a fin de eliminar los obstáculos a la medicina y la higiene», que obligaría a los practicantes de la medicina china a asistir a clases de medicina occidental. Además, la propuesta pedía una prohibición total de «las escuelas de medicina china, los informes sobre la medicina china en revistas médicas y toda publicidad de productos o profesionales de la medicina china». La propuesta fue recibida con mucha reacción, aunque hubo un puñado de médicos chinos que simpatizaron con Yu. En cualquier caso, fue aprobada el 25 de febrero de 1929. Después de una ola de manifestaciones en apoyo de la medicina china, el Guoyiguan (國醫館), o Instituto de Medicina Nacional (INM), que buscaba promover y «cientificar» la medicina china, se estableció en 1930.
A lo largo de su vida, Yu siguió siendo un crítico vociferante de la medicina china. Según muchos de sus compañeros, llegó a representar «la fuerza opresiva de la medicina occidental». Yu profundiza en su desconfianza hacia la medicina china en un ensayo: «Primero tenemos que reconocer que esas declaraciones sobre el yinyang, las cinco fases y los doce jing-mai (tractos circulatorios) son simplemente mentiras, absolutamente no objetivas y completamente infundadas ... Si alguien no está dispuesto a abandonar esas ideas absurdas, no me interesa hablar con él».
Al mismo tiempo, Yu reconoció la eficacia de los fármacos utilizados en la medicina china. Destacó que estaba a favor de «fórmulas basadas en evidencias» y lamentó que la medicina china haya «retrocedido» desde la dinastía Song. Citó el Shennong bencao —la farmacopea china más antigua— como ejemplo de conocimiento basado en «fenómenos reales» en lugar del qì o el yin y el yang. Según Sean Hsiang-lin Lei, a Yu se le atribuye «ampliamente la creación y promoción de la idea de una revolución médica china». La distinción de Yu entre el conocimiento empírico basado en medicamentos y la teoría médica china impulsó a las instituciones médicas de todo el país a priorizar el estudio sistémico y formulado de los medicamentos chinos.
En 1950, Yu asistió a la primera Conferencia Nacional de Salud en Beijing. Murió por complicaciones de diabetes y tuberculosis el 3 de enero de 1954, en un hospital de Shanghái, a la edad de 74 años. Su cuerpo fue donado para investigaciones médicas.

### Citas
1. 1 2 3  Barnes, 2022, p. 653.
2. ↑  Si, 2008, p. 42.
3. ↑  Fang y Tu, 2015, p. 239.
4. ↑  Lei, 2014, p. 78.
5. 1 2 3  Lei, 2002, p. 337.
6. ↑  Zhang, 2012, p. 152.
7. ↑  Xu, 2000, p. 192.
8. ↑  Bu, 2017, p. 177.
9. ↑  Steavu, 2015, p. 86.
10. 1 2  Barnes, 2022, p. 654.
11. ↑  Lei, 2002, p. 344.
12. ↑  Lei, 2002, p. 339.
13. ↑  Lei, 2002, p. 340.
14. ↑  Lei, 2002, p. 342.
15. ↑  Lei, 2014, p. 97.
16. ↑  Lei, 2002, p. 341.
17. ↑  Scheid, 2002, p. 68.
18. ↑  Si, 2008, p. 43.